# RuPaul's Drag U
RuPaul's Drag U (como em "Drag University") foi um reality show estadunidense, do gênero competição, que foi exibido de 19 de julho a 6 de agosto de 2012, na Logo TV. Seu episódio final foi exibido em agosto de 2012. Foi apresentado por RuPaul e uma equipe de "professores" de drag queens. Drag U foi um spin-off de RuPaul's Drag Race. RuPaul confirmou em 8 de maio de 2013 via Twitter que a série havia sido cancelada.

## Formato
Em cada episódio de Drag U, três mulheres recebem mudanças e são ensinadas a acessarem suas "divas interiores".. Cada uma dessas queens era avaliada em três categorias.